# Salettes (Górna Loara)
Salettes – miejscowość i gmina we Francji, w regionie Owernia-Rodan-Alpy, w departamencie Górna Loara.
Według danych na rok 1990 gminę zamieszkiwało 190 osób, a gęstość zaludnienia wynosiła 9 osób/km² (wśród 1310 gmin Owernii Salettes plasuje się na 659. miejscu pod względem liczby ludności, natomiast pod względem powierzchni na miejscu 417.).